# Bernd Oberdorfer
Bernd Oberdorfer (* 11. September 1961 in Leipheim) ist ein deutscher Professor für Systematische Theologie und Ökumene an der Universität Augsburg.

## Leben
Oberdorfer studierte von 1982 bis 1988 Evangelische Theologie an der Universität Tübingen und an der Universität München. Von 1992 bis 2000 war Oberdorfer als Wissenschaftlicher Mitarbeiter am Lehrstuhl für Evangelische Theologie mit Schwerpunkt Systematische Theologie und theologische Gegenwartsfragen in der Philosophischen Fakultät I der Universität Augsburg tätig.
2000 wurde Oberdorfer zum Pfarrer der Evangelisch-Lutherischen Kirche in Bayerns ordiniert.
Seit 2001 hat er den Lehrstuhl für Evangelische Theologie mit Schwerpunkt Systematische Theologie und theologische Gegenwartsfragen der Universität Augsburg inne. Seit 2004 ist Oberdorfer Mitglied im Ökumenischen Studienausschuss der VELKD und Mitglied des Deutschen Nationalkomitees des Lutherischen Weltbundes. Er ist Mitherausgeber der Zeitschrift Evangelische Theologie und der Buchreihe Kontexte. Neue Beiträge zur historischen und systematischen Theologie.

## Schriften (Auswahl)
- als Herausgeber mit Uwe Swarat: Tradition in den Kirchen. Bindung, Kritik, Erneuerung (= Ökumenische Rundschau. Beiheft. 89). Lembeck, Frankfurt am Main 2010, ISBN 978-3-87476-627-2.
- als Herausgeber mit Jörg Lauster: Der Gott der Vernunft. Protestantismus und vernünftiger Gottesgedanke (= Religion in Philosophy and Theology. 41). Mohr Siebeck, Tübingen 2009, ISBN 978-3-16-150202-6.
- als Herausgeber mit Peter Gemeinhardt: Gebundene Freiheit? Bekenntnisbildung und theologische Lehre im Luthertum (= Die Lutherische Kirche, Geschichte und Gestalten. 25). Gütersloher Verlags-Haus, Gütersloh 2008, ISBN 978-3-579-05780-4.
- als Herausgeber mit Peter Waldmann: Die Ambivalenz des Religiösen. Religionen als Friedensstifter und Gewalterzeuger (= Rombach-Wissenschaften. Reihe Historiae. 22). Freiburg (Breisgau) u. a., Rombach 2008, ISBN 978-3-7930-9502-6.
- Filioque. Geschichte und Theologie eines ökumenischen Problems (= Forschungen zur systematischen und ökumenischen Theologie. 96). Vandenhoeck & Ruprecht, Göttingen 2001, ISBN 3-525-56207-1, (Zugleich: München, Universität, Habilitations-Schrift, 1999).
- als Herausgeber mit Sigrid Brandt: Resonanzen. Theologische Beiträge. Michael Welker zum 50. Geburtstag. Foedus, Wuppertal 1997, ISBN 3-932735-13-7.
- Geselligkeit und Realisierung von Sittlichkeit. Die Theorieentwicklung Friedrich Schleiermachers bis 1799 (= Theologische Bibliothek Töpelmann. 69). de Gruyter, Berlin u. a. 1995, ISBN 3-11-014595-2 (Zugleich: München, Universität, Dissertation, 1993).